# Dworzec autobusowy w Lublinie
Dworzec autobusowy w Lublinie – dworzec autobusowy obsługujący ruch lokalny i dalekobieżny, znajdujący się w Lublinie przy alei Tysiąclecia. Obiektem zarządza przedsiębiorstwo Lubelskie Dworce S.A. Właścicielem spółki jest województwo lubelskie. W 2017 z dworca korzystało ok. 4 mln pasażerów. W związku z uruchomieniem dworca metropolitalnego funkcjonowanie dworca przy al. Tysiąclecia jest wygaszane.

## Historia miejsca
Dworzec znajduje się na Podzamczu, w dzielnicy administracyjnej Śródmieście, na terenie dawnej dzielnicy żydowskiej. Pozostałości dzielnicy, które przetrwały II wojnę światową, zostały usunięte w ramach przygotowań do obchodów X-lecia PRL w 1954. Przy placu manewrowym, od strony ul. Ruskiej, stoi zabytkowy zdrój uliczny, jedyny ślad ul. Szerokiej.

## Pawilon dworca

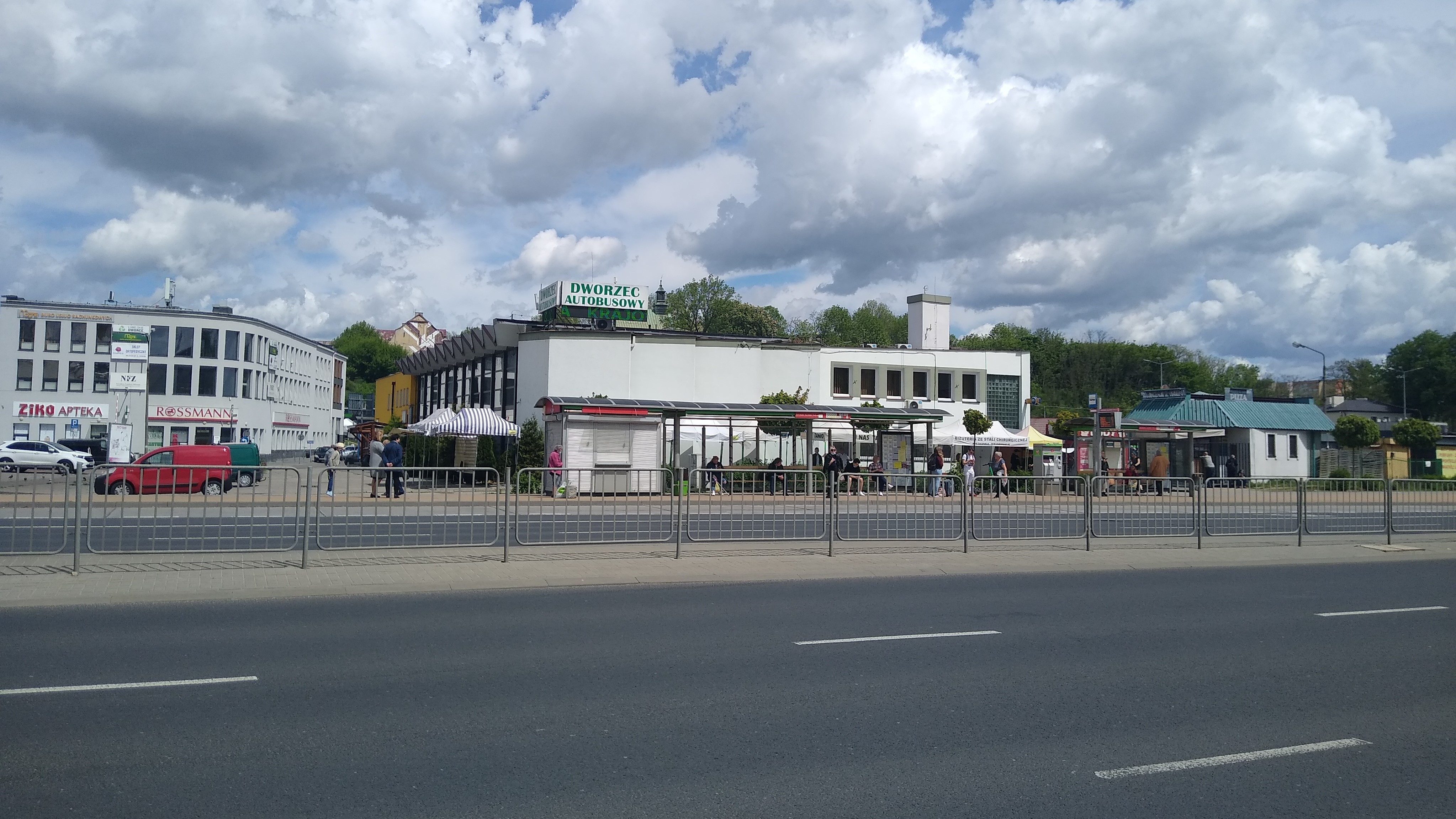
Budynek od strony południowej (al. Tysiąclecia), 2021

Modernistyczny pawilon dworca zaprojektował Wiesław Żochowski, który zaprojektował budynki wzniesione także w Szwajcarii i w Nigerii. Budowę rozpoczęto w 1965, a oddano do użytku 17 grudnia 1967.
W budynku funkcjonuje poczekalnia, punkty handlowe; istnieje tam również bezpłatny dostęp do internetu. Na jednej ze ścian hali dworcowej znajduje się mozaika z 1971 roku. W 2015 roku została ona wyczyszczona, pierwszy raz po wielu latach.
Po bokach hali głównej wzniesiono murowane części dworca. Przez lata funkcjonowania zostały one zmienione względem oryginału. Przez przeszklone ściany hali widać zadaszone perony.

## Zagospodarowanie przestrzeni w przyszłości

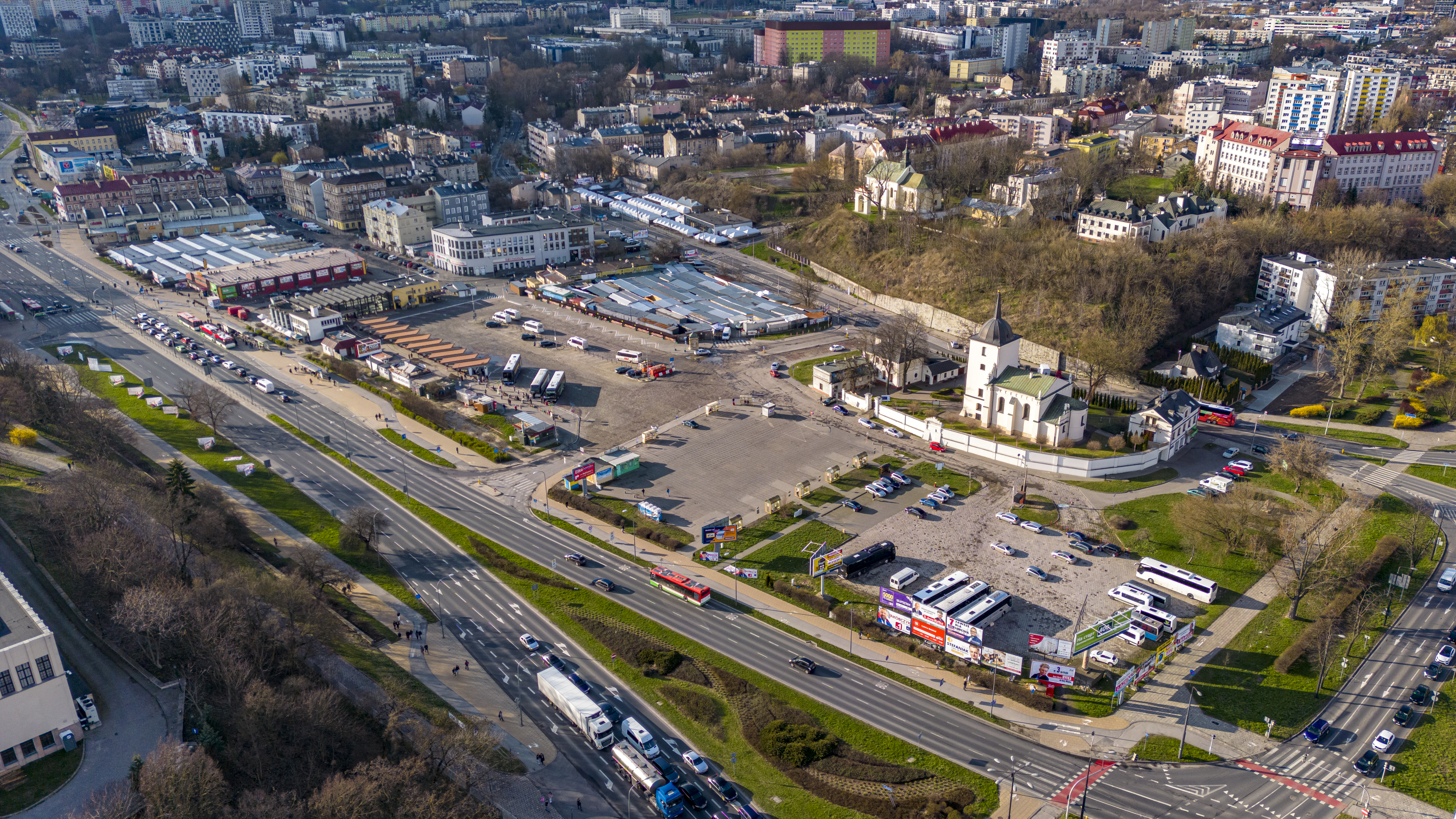
Podzamcze z lotu ptaka, 2023. W lewej górnej ćwiartce zdjęcia widoczne plac manewrowy i budynek dworca

Wykorzystanie terenu dworca ulegnie zmianie. Ma to związek z budową dworca metropolitalnego zlokalizowanego naprzeciwko stacji kolejowej Lublin Główny. Według uchwalonego w 2015 miejscowego planu zagospodarowania przestrzennego (MPZP) w miejscu hali i placu manewrowego ma powstać zabudowa kwartałowa, a wzdłuż al. Tysiąclecia – kilka zatok przesiadkowych. Na zgłoszony w trakcie prac nad MPZP wniosek o zachowanie modernistycznego budynku planiści odpowiedzieli, że priorytetem jest odtworzenie siatki ulic dzielnicy żydowskiej. Powołali się także na fakt, że pawilon nie figurował na Liście Dóbr Kultury Współczesnej w Lublinie.
W 2021 nadal toczył się spór o przyszłość hali. Wojewódzki konserwator zabytków powziął zamiar wpisania jej do rejestru zabytków. Zdaniem architekta Marcina Semeniuka taka decyzja byłaby uzasadniona. Harmonijkowe zadaszenie pawilonu oraz rytmiczny, dynamiczny dach peronów są wyrazem koncepcji „architektury w ruchu” nawiązującej do Jet Age. Argumentował on, że budynek można zaadaptować na ośrodek informacji turystycznej, muzeum, salony sprzedaży i biura lub targowisko.
25 marca 2022 pawilon dworca został wpisany do wojewódzkiego rejestru zabytków. Wpisem nie objęto murowanych części budynku znajdujących się po bokach hali, modernistycznych peronów, ani gruntu pod halą główną. To pozwala na przeniesienie hali w inne miejsce.
W związku z uruchomieniem dworca metropolitalnego funkcjonowanie dawnego dworca autobusowego jest wygaszane. Ostatnie autobusy mają odjechać z tego miejsca 28 lutego 2025. Następnie, tymczasowo, zostanie tam zorganizowany parking. W dalszej kolejności zostanie zaktualizowany miejscowy plan zagospodarowania przestrzennego z 2015, a w konsekwencji teren byłego dworca być może zostanie sprzedany.